# ناگرکویل
ناگرکویل (به انگلیسی: Nagercoil) شهری با جمعیت ۲۱۸٫۷۳۸ نفر در ایالت تامیل نادو در کشور هند است.